# Łomża
Łomża (AFI: [ˈwɔmʐa]) es una localidad ubicada en la parte noreste de Polonia, aproximadamente a 150 km de Varsovia y 81 km de Białystok. Está situada a orillas del río Narew y ha pertenecido al Voivodato de Podlaquia desde 1999. Anteriormente, fue la capital del Voivodato de Łomża (1975-1998). Es la capital del Condado de Łomża y la capital de la Diócesis de Łomża desde 1925.
Łomża es uno de los principales centros económicos, educativos y culturales del noreste de Mazovia, así como una de las tres principales ciudades del Voivodato de Podlaquia (junto a Białystok y Suwałki). Da nombre al área protegida denominada parque natural de Łomża.

## Ciudades hermanas
- Czechowice-Dziedzice, Polonia
- Tallin, Estonia
- Muscatine, Estados Unidos
- Novohrad-Volynskyi, Ucrania
- Šalčininkai, Lituania
- Kaunas, Lituania